# Santa Bárbara Airlines
Santa Bárbara Airlines – zlikwidowana wenezuelska linia lotnicza z siedzibą w Caracas.